# Joop Odenthal
Johannes Bernardus „Joop” Odenthal (ur. 15 marca 1924 w Haarlemie, zm. 19 stycznia 2005 w Neede) – piłkarz holenderski grający na pozycji obrońcy. W swojej karierze rozegrał 13 meczów w reprezentacji Holandii.

## Kariera klubowa
Swoją karierę piłkarską Odenthal rozpoczął w klubie HFC Haarlem. Zadebiutował w nim w 1948 roku. Występował w nim do końca sezonu 1954/1955. Latem 1955 przeszedł do SC Enschede. W 1960 roku zakończył w nim swoją karierę.

## Kariera reprezentacyjna
W reprezentacji Holandii Odenthal zadebiutował 27 października 1951 roku w zremisowanym 4:4 towarzyskim meczu z Finlandią, rozegranym w Rotterdamie. W 1952 roku był w kadrze Holandii na igrzyska olimpijskie w Helsinkach. Od 1951 do 1956 roku rozegrał w kadrze narodowej 13 meczów.